# Andrew Marr’s History of Modern Britain
Andrew Marr's History of Modern Britain – brytyjski serial dokumentalny, poświęcony politycznej, społecznej i kulturowej historii Wielkiej Brytanii w latach 1945-2007. Scenarzystą i prezenterem serialu był Andrew Marr, zaś premierowa emisja miała miejsce od 22 maja do 19 czerwca 2007 na BBC Two. Zrealizowano pięć godzinnych odcinków. W 2009 wyemitowano kontynuację, a chronologicznie prequel, zatytułowany Andrew Marr's The Making of Modern Britain i ukazujący Wielką Brytanię w pierwszych 45 latach XX wieku. 

## Lista odcinków
| nr | tytuł                    | omawiany okres | data premiery   |
| -- | ------------------------ | -------------- | --------------- |
| 1  | Advance Britannia        | 1945-1955      | 22 maja 2007    |
| 2  | The Land of Lost Content | 1955-1964      | 29 maja 2007    |
| 3  | Paradise Lost            | 1964-1974      | 5 czerwca 2007  |
| 4  | Revolution!              | 1979-1990      | 12 czerwca 2007 |
| 5  | New Britannia            | 1990-2007      | 19 czerwca 2007 |

## Nagrody
Serial otrzymał dwie nagrody Królewskiego Towarzystwa Telewizyjnego: dla najlepszego prezentera oraz dla najlepszego serialu historycznego. Otrzymał także Nagrodę Telewizyjną BAFTA w kategorii Best Special Factual (najlepszy specjalny program publicystyczny), był również nominowany do Nagrody Publiczności. 